# Copa Mundial Femenina de Fútbol Sub-17 de 2024
La Copa Mundial Femenina de Fútbol Sub-17 de 2024 fue la octava edición del torneo organizada por la FIFA. Es la primera vez que se realiza en República Dominicana y la segunda que se disputa en el Caribe, después de Trinidad y Tobago 2010. Participan 16 equipos nacionales de categoría Sub-17.
República Dominicana albergó por primera vez en su historia una Copa Mundial organizada por la FIFA. Además fue la tercera edición del torneo que se disputó en territorio de la Concacaf, después de los mundiales de 2010 y 2014.

## Elección del país anfitrión
El 23 de junio de 2023 República Dominicana fue designada como anfitriona de la Copa Mundial Femenina Sub-17 de la FIFA, el Consejo de la FIFA asignó los derechos de organización del torneo.

## Equipos participantes
En cursiva, los equipos debutantes.
| Competición                                        | Fecha                                         | Sede      | Plazas | Clasificados                        |
| -------------------------------------------------- | --------------------------------------------- | --------- | ------ | ----------------------------------- |
| País anfitrión                                     | 23 de junio de 2023                           |           | 1      | República Dominicana                |
| Campeonato Femenino Sub-17 de la AFC de 2024       | 6 al 19 de mayo de 2024                       | Indonesia | 3      | Corea del Norte Corea del Sur Japón |
| Campeonato femenino sub-17 de la CAF de 2024       | 8 de diciembre de 2023 al 16 de junio de 2024 | África    | 3      | Kenia Nigeria Zambia                |
| Campeonato Femenino Sub-17 de la Concacaf de 2024  | 1 al 11 de febrero de 2024                    | México    | 2      | Estados Unidos México               |
| Campeonato Sudamericano Femenino Sub-17 de 2024    | 13 al 31 de marzo de 2024                     | Paraguay  | 3      | Brasil Colombia Ecuador             |
| Campeonato Femenino Sub-17 de la OFC de 2023       | 13 al 26 de septiembre de 2023                | Tahití    | 1      | Nueva Zelanda                       |
| Campeonato Europeo Femenino Sub-17 de la UEFA 2024 | 5 al 18 de mayo de 2024                       | Suecia    | 3      | España Inglaterra Polonia           |
| TOTAL                                              |                                               |           | 16     |                                     |

## Organización

### Sedes
Las sedes del torneo fueron confirmadas por la Federación Dominicana de Fútbol el 29 de abril de 2024.
| Estadio Cibao FC  | Estadio Félix Sánchez |
| Capacidad: 10.000 | Capacidad: 27.000     |
|                   |                       |

### Árbitras
Para el torneo fueron designadas 12 árbitras, 24 árbitras asistentes y 2 árbitras de reserva. Originalmente Milagros Arruela (Perú) fue designada para el torneo, fue reemplazada por Alejandra Quisbert.
Por primera vez se utilizará el sistema de vídeo "FVS" (en inglés, Football Video Support) en la Copa Mundial Femenina de Fútbol Sub-17.
| Confederación | Árbitras                | Asistentes             | Asistentes             |
| ------------- | ----------------------- | ---------------------- | ---------------------- |
| AFC           | Asaka Koizumi           | Amal Jamal Badhafari   | Riiohlang Dhar         |
| AFC           | Lê Thị Ly               | Hà Thị Phượng          | Suwida Wongkraisorn    |
| CAF           | Ghada Mehat             | Yara Abdelfattah       | Soukaina Hamdi         |
| CAF           | Shamira Nabadda         | Nancy Kasitu           | Fanta Kone             |
| Concacaf      | Deily Gómez             | Kindria María Agüero   | Gabriela Jiménez       |
| Concacaf      | Carly Shaw-MacLaren     | Gabrielle Lemieux      | Katarzyna Wasiak       |
| Conmebol      | Daiane Muniz dos Santos | Fernanda Gomes Antunes | Maíra Mastella Moreira |
| Conmebol      | Alejandra Quisbert      | Gabriela Moreno        | Vera Yupanqui          |
| UEFA          | Abigail Byrne           | Paulina Baranowska     | Ceri Louise Williams   |
| UEFA          | Jelena Cvetković        | Lena Hirtl             | Karolin Kaivoja        |
| UEFA          | Frida Klarlund          | Fie Bruun              | Ainhoa Fernández       |
| UEFA          | Ionela Alina Peșu       | Daniela Constantinescu | Anita Vad              |

| Árbitras de soporte | Árbitras de soporte |
| ------------------- | ------------------- |
| Vimarest Díaz       |                     |
| Olatz Rivera        |                     |

## Sorteo
El sorteo oficial se realizó el 22 de junio de 2024 en el Monumento a Fray Antón de Montesinos en Santo Domingo.
Los bombos fueron ordenados de acuerdo a los resultados de cada equipo basado en las últimas 5 ediciones de la Copa Mundial Femenina de Fútbol Sub-17. La anfitriona del torneo, República Dominicana, fue asignada automáticamente a la posición A1.
Los equipos de la misma confederación no podrán quedar encuadrados en el mismo grupo.
| Bombo 1                                                       | Bombo 2                                    | Bombo 3                            | Bombo 4                             |
| ------------------------------------------------------------- | ------------------------------------------ | ---------------------------------- | ----------------------------------- |
| República Dominicana (Anfitrión) España Japón Corea del Norte | Estados Unidos Brasil México Nueva Zelanda | Nigeria Colombia Inglaterra Zambia | Corea del Sur Polonia Ecuador Kenia |

## Fase de grupos
Clasificarán los 2 mejores de cada grupo a la Segunda Fase (Cuartos de final).

- Todos los horarios corresponden a la hora local de República Dominicana (UTC-4).

### Grupo A
| Equipo               | Pts. | PJ | PG | PE | PP | GF | GC | Dif. |
| -------------------- | ---- | -- | -- | -- | -- | -- | -- | ---- |
| Nigeria              | 9    | 3  | 3  | 0  | 0  | 9  | 1  | 8    |
| Ecuador              | 6    | 3  | 2  | 0  | 1  | 6  | 4  | 2    |
| República Dominicana | 1    | 3  | 0  | 1  | 2  | 1  | 4  | –3   |
| Nueva Zelanda        | 1    | 3  | 0  | 1  | 2  | 2  | 9  | –7   |

| 16 de octubre de 2024 | Nueva Zelanda | 1:4 (0:3) | Nigeria                                                 | Estadio Cibao FC, Santiago de los Caballeros        |                                                     |
| 16:00                 | Saxon 60'     | Reporte   | Moshood 2' · Adegoke 13' · Abdulwahab 28' · Afolabi 55' | Asistencia: 1040 espectadores Árbitra: Olatz Rivera | Asistencia: 1040 espectadores Árbitra: Olatz Rivera |

| 16 de octubre de 2024                                               | República Dominicana | 0:2 (0:2) | Ecuador           | Estadio Cibao FC, Santiago de los Caballeros         |                                                      |
| 19:00                                                               |                      | Reporte   | Valverde 14', 29' | Asistencia: 3006 espectadores Árbitra: Abigail Byrne | Asistencia: 3006 espectadores Árbitra: Abigail Byrne |
| Primera victoria de Ecuador en un mundial femenino de la categoría. |                      |           |                   |                                                      |                                                      |

| 19 de octubre de 2024 | Nigeria                                             | 4:0 (1:0) | Ecuador | Estadio Cibao FC, Santiago de los Caballeros         |                                                      |
| 16:00                 | Moshood 28' (pen.), 90+6' · Chidi 54' · Effiong 66' | Reporte   |         | Asistencia: 787 espectadores Árbitra: Frida Klarlund | Asistencia: 787 espectadores Árbitra: Frida Klarlund |

| 19 de octubre de 2024 | República Dominicana | 1:1 (0:0) | Nueva Zelanda       | Estadio Cibao FC, Santiago de los Caballeros         |                                                      |
| 19:00                 | Brito 68'            | Reporte   | Mercedes 61' (a.g.) | Asistencia: 3258 espectadores Árbitra: Asaka Koizumi | Asistencia: 3258 espectadores Árbitra: Asaka Koizumi |

| 22 de octubre de 2024 | Nigeria     | 1:0 (0:0) | República Dominicana | Estadio Félix Sánchez, Santo Domingo                  |                                                       |
| 19:00                 | Moshood 89' | Reporte   |                      | Asistencia: 13 535 espectadores Árbitra: Daiane Muniz | Asistencia: 13 535 espectadores Árbitra: Daiane Muniz |

| 22 de octubre de 2024                                                                       | Ecuador                                        | 4:0 (2:0) | Nueva Zelanda | Estadio Cibao FC, Santiago de los Caballeros     |                                                  |
| 19:00                                                                                       | Arboleda 41' · Chiuchiolo 43', 49' · Morán 79' | Reporte   |               | Asistencia: 1248 espectadores Árbitra: Lê Thị Ly | Asistencia: 1248 espectadores Árbitra: Lê Thị Ly |
| Primera clasificación a cuartos de final de Ecuador en un mundial femenino de la categoría. |                                                |           |               |                                                  |                                                  |

### Grupo B
| Equipo         | Pts. | PJ | PG | PE | PP | GF | GC | Dif. |
| -------------- | ---- | -- | -- | -- | -- | -- | -- | ---- |
| España         | 9    | 3  | 3  | 0  | 0  | 10 | 2  | 8    |
| Estados Unidos | 6    | 3  | 2  | 0  | 1  | 8  | 3  | 5    |
| Colombia       | 1    | 3  | 0  | 1  | 2  | 2  | 5  | –3   |
| Corea del Sur  | 1    | 3  | 0  | 1  | 2  | 1  | 11 | –10  |

| 16 de octubre de 2024 | España                                       | 3:1 (1:1) | Estados Unidos | Estadio Félix Sánchez, Santo Domingo                 |                                                      |
| 16:00                 | Travers 3' (a.g.) · Ortega 70' · Cerrato 83' | Reporte   | Barcenas 22'   | Asistencia: 3234 espectadores Árbitra: Asaka Koizumi | Asistencia: 3234 espectadores Árbitra: Asaka Koizumi |

| 16 de octubre de 2024 | Corea del Sur    | 1:1 (1:1) | Colombia     | Estadio Félix Sánchez, Santo Domingo                   |                                                        |
| 19:00                 | Phair 36' (pen.) | Reporte   | Martínez 28' | Asistencia: 2174 espectadores Árbitra: Shamira Nabadda | Asistencia: 2174 espectadores Árbitra: Shamira Nabadda |

| 19 de octubre de 2024 | España                                                                           | 5:0 (3:0) | Corea del Sur | Estadio Félix Sánchez, Santo Domingo               |                                                    |
| 16:00                 | Comendador 7' · Segura 32' · Santiago 45+4' · Moreno 47' (pen.) · A. Gómez 90+3' | Reporte   |               | Asistencia: 3742 espectadores Árbitra: Ghada Mehat | Asistencia: 3742 espectadores Árbitra: Ghada Mehat |

| 19 de octubre de 2024 | Colombia | 0:2 (0:1) | Estados Unidos                  | Estadio Félix Sánchez, Santo Domingo              |                                                   |
| 19:00                 |          | Reporte   | Johnson 43' · Fuller 58' (pen.) | Asistencia: 6334 espectadores Árbitra: Alina Peșu | Asistencia: 6334 espectadores Árbitra: Alina Peșu |

| 22 de octubre de 2024 | Estados Unidos                                          | 5:0 (2:0) | Corea del Sur | Estadio Cibao FC, Santiago de los Caballeros             |                                                          |
| 16:00                 | Barcenas 1', 47' · Fuller 10' · Long 68' · Padelski 87' | Reporte   |               | Asistencia: 784 espectadores Árbitra: Alejandra Quisbert | Asistencia: 784 espectadores Árbitra: Alejandra Quisbert |

| 22 de octubre de 2024 | Colombia | 1:2 (1:0) | España                           | Estadio Félix Sánchez, Santo Domingo                       |                                                            |
| 16:00                 | Díaz 5'  | Reporte   | García 58' (pen.) · Santiago 90' | Asistencia: 4566 espectadores Árbitra: Carly Shaw-MacLaren | Asistencia: 4566 espectadores Árbitra: Carly Shaw-MacLaren |

### Grupo C
| Equipo          | Pts. | PJ | PG | PE | PP | GF | GC | Dif. |
| --------------- | ---- | -- | -- | -- | -- | -- | -- | ---- |
| Corea del Norte | 9    | 3  | 3  | 0  | 0  | 11 | 1  | 10   |
| Inglaterra      | 6    | 3  | 2  | 0  | 1  | 6  | 6  | 0    |
| Kenia           | 3    | 3  | 1  | 0  | 2  | 2  | 6  | –4   |
| México          | 0    | 3  | 0  | 0  | 3  | 4  | 10 | –6   |

| 17 de octubre de 2024 | Corea del Norte                               | 4:1 (3:1) | México    | Estadio Cibao FC, Santiago de los Caballeros       |                                                    |
| 16:00                 | Choe Rim-jong 14', 34', 85' · Choe Il-son 26' | Reporte   | Reyes 45' | Asistencia: 709 espectadores Árbitra: Daiane Muniz | Asistencia: 709 espectadores Árbitra: Daiane Muniz |

| 17 de octubre de 2024 | Kenia | 0:2 (0:1) | Inglaterra                      | Estadio Cibao FC, Santiago de los Caballeros             |                                                          |
| 19:00                 |       | Reporte   | Brown 29' (pen.) · Thompson 87' | Asistencia: 777 espectadores Árbitra: Alejandra Quisbert | Asistencia: 777 espectadores Árbitra: Alejandra Quisbert |

| 20 de octubre de 2024 | Corea del Norte                         | 3:0 (2:0) | Kenia | Estadio Cibao FC, Santiago de los Caballeros       |                                                    |
| 16:00                 | So Ryu-gyong 8', 11' · Ri Kuk-hyang 86' | Reporte   |       | Asistencia: 1022 espectadores Árbitra: Deily Gómez | Asistencia: 1022 espectadores Árbitra: Deily Gómez |

| 20 de octubre de 2024 | Inglaterra                                       | 4:2 (1:1) | México                      | Estadio Cibao FC, Santiago de los Caballeros           |                                                        |
| 19:00                 | Shaw 11' · Las 61' · Maltby 88' · Johnson 90+11' | Reporte   | Salas 17' · Soto 50' (pen.) | Asistencia: 2155 espectadores Árbitra: Shamira Nabadda | Asistencia: 2155 espectadores Árbitra: Shamira Nabadda |

| 23 de octubre de 2024 | Inglaterra | 0:4 (0:2) | Corea del Norte                                                            | Estadio Cibao FC, Santiago de los Caballeros     |                                                  |
| 19:00                 |            | Reporte   | Kang Ryu-mi 10' · Choe Il-son 18' · Ri Kuk-hyang 69' (pen.) · Ho Kyong 73' | Asistencia: 754 espectadores Árbitra: Alina Peșu | Asistencia: 754 espectadores Árbitra: Alina Peșu |

| 23 de octubre de 2024                                             | México            | 1:2 (0:2) | Kenia                  | Estadio Félix Sánchez, Santo Domingo                   |                                                        |
| 19:00                                                             | Soto 90+2' (pen.) | Reporte   | Nekesa 15' · Faith 36' | Asistencia: 852 espectadores Árbitra: Jelena Cvetković | Asistencia: 852 espectadores Árbitra: Jelena Cvetković |
| Primera victoria de Kenia en un mundial femenino de la categoría. |                   |           |                        |                                                        |                                                        |

### Grupo D
| Equipo  | Pts. | PJ | PG | PE | PP | GF | GC | Dif. |
| ------- | ---- | -- | -- | -- | -- | -- | -- | ---- |
| Japón   | 7    | 3  | 2  | 1  | 0  | 6  | 2  | 4    |
| Polonia | 5    | 3  | 1  | 2  | 0  | 2  | 0  | 2    |
| Brasil  | 4    | 3  | 1  | 1  | 1  | 2  | 2  | 0    |
| Zambia  | 0    | 3  | 0  | 0  | 3  | 1  | 7  | –6   |

| 17 de octubre de 2024 | Japón | 0:0     | Polonia | Estadio Félix Sánchez, Santo Domingo              |                                                   |
| 16:00                 |       | Reporte |         | Asistencia: 587 espectadores Árbitra: Deily Gómez | Asistencia: 587 espectadores Árbitra: Deily Gómez |

| 17 de octubre de 2024 | Brasil   | 1:0 (1:0) | Zambia | Estadio Félix Sánchez, Santo Domingo            |                                                 |
| 19:00                 | Juju 19' | Reporte   |        | Asistencia: 470 espectadores Árbitra: Lê Thị Ly | Asistencia: 470 espectadores Árbitra: Lê Thị Ly |

| 20 de octubre de 2024 | Japón                 | 2:1 (0:1) | Brasil  | Estadio Félix Sánchez, Santo Domingo                 |                                                      |
| 16:00                 | Sato 49' · Furuta 53' | Reporte   | Juju 8' | Asistencia: 3347 espectadores Árbitra: Abigail Byrne | Asistencia: 3347 espectadores Árbitra: Abigail Byrne |

| 20 de octubre de 2024                                               | Zambia | 0:2 (0:1) | Polonia                     | Estadio Félix Sánchez, Santo Domingo                    |                                                         |
| 19:00                                                               |        | Reporte   | Wyrwas 7' · Araśniewicz 46' | Asistencia: 1248 espectadores Árbitra: Jelena Cvetković | Asistencia: 1248 espectadores Árbitra: Jelena Cvetković |
| Primera victoria de Polonia en un mundial femenino de la categoría. |        |           |                             |                                                         |                                                         |

| 23 de octubre de 2024 | Zambia            | 1:4 (0:1) | Japón                                      | Estadio Félix Sánchez, Santo Domingo                 |                                                      |
| 16:00                 | Suzuki 87' (a.g.) | Reporte   | Shinjo 6', 69' · Sato 63' (pen.) · Ota 86' | Asistencia: 891 espectadores Árbitra: Frida Klarlund | Asistencia: 891 espectadores Árbitra: Frida Klarlund |

| 23 de octubre de 2024                                                                       | Polonia | 0:0     | Brasil | Estadio Cibao FC, Santiago de los Caballeros      |                                                   |
| 16:00                                                                                       |         | Reporte |        | Asistencia: 673 espectadores Árbitra: Ghada Mehat | Asistencia: 673 espectadores Árbitra: Ghada Mehat |
| Primera clasificación a cuartos de final de Polonia en un mundial femenino de la categoría. |         |         |        |                                                   |                                                   |

## Segunda fase
|  | Cuartos de final | Cuartos de final |                      |       | Semifinales  | Semifinales  |  |  | Final | Final |
|  |                  |                  |                      |       |              |              |  |  |       |       |
|  |                  |                  |                      |       |              |              |  |  |       |       |
|  |                  |                  |                      |       |              |              |  |  |       |       |
|  | Nigeria          | 0                |                      |       |              |              |  |  |       |       |
|  | Nigeria          | 0                |                      |       |              |              |  |  |       |       |
|  | Estados Unidos   | 2                |                      |       |              |              |  |  |       |       |
|  | Estados Unidos   | 2                | Estados Unidos       | 0     |              |              |  |  |       |       |
|  |                  |                  | Estados Unidos       | 0     |              |              |  |  |       |       |
|  |                  | Corea del Norte  | 1                    |       |              |              |  |  |       |       |
|  | Corea del Norte  | Corea del Norte  | 1                    | 1     |              |              |  |  |       |       |
|  | Corea del Norte  |                  |                      | 1     |              |              |  |  |       |       |
|  | Polonia          | 0                |                      |       |              |              |  |  |       |       |
|  | Polonia          | 0                | Corea del Norte (p.) | 1 (4) |              |              |  |  |       |       |
|  |                  |                  | Corea del Norte (p.) | 1 (4) |              |              |  |  |       |       |
|  |                  | España           | 1 (3)                |       |              |              |  |  |       |       |
|  | España           | España           | 1 (3)                | 5     |              |              |  |  |       |       |
|  | España           |                  |                      | 5     |              |              |  |  |       |       |
|  | Ecuador          | 0                |                      |       |              |              |  |  |       |       |
|  | Ecuador          | 0                | España               | 3     |              |              |  |  |       |       |
|  |                  |                  | España               | 3     |              |              |  |  |       |       |
|  |                  | Inglaterra       | 0                    |       | Tercer lugar | Tercer lugar |  |  |       |       |
|  | Japón            | Inglaterra       | 0                    | 2 (1) | Tercer lugar | Tercer lugar |  |  |       |       |
|  | Japón            |                  |                      | 2 (1) |              |              |  |  |       |       |
|  | Inglaterra (p.)  | 2 (4)            |                      |       |              |              |  |  |       |       |
|  | Inglaterra (p.)  | 2 (4)            | Estados Unidos       | 3     |              |              |  |  |       |       |
|  |                  |                  |                      |       |              |              |  |  |       |       |
|  | Inglaterra       | 0                |                      |       |              |              |  |  |       |       |
|  | Inglaterra       | 0                |                      |       |              |              |  |  |       |       |

### Cuartos de final
| 26 de octubre de 2024 | Nigeria | 0:2 (0:1) | Estados Unidos                  | Estadio Cibao FC, Santiago de los Caballeros         |                                                      |
| 15:30                 |         | Reporte   | Fuller 43' (pen.) · Ascanio 74' | Asistencia: 1022 espectadores Árbitra: Asaka Koizumi | Asistencia: 1022 espectadores Árbitra: Asaka Koizumi |

| 26 de octubre de 2024 | Corea del Norte   | 1:0 (1:0) | Polonia | Estadio Cibao FC, Santiago de los Caballeros         |                                                      |
| 19:00                 | Choe Rim-jong 14' | Reporte   |         | Asistencia: 2112 espectadores Árbitra: Abigail Byrne | Asistencia: 2112 espectadores Árbitra: Abigail Byrne |

| 27 de octubre de 2024 | España                                         | 5:0 (2:0) | Ecuador | Estadio Félix Sánchez, Santo Domingo                    |                                                         |
| 15:30                 | Comendador 35', 39', 46' · Segura 90+4', 90+8' | Reporte   |         | Asistencia: 3529 espectadores Árbitra: Jelena Cvetković | Asistencia: 3529 espectadores Árbitra: Jelena Cvetković |

| 27 de octubre de 2024 | Japón                   | 2:2 (2:1) (1:4 p.)         | Inglaterra                      | Estadio Félix Sánchez, Santo Domingo                       |                                                            |
| 19:00                 | Aoki 23' · Hirakawa 29' | Reporte                    | Parkinson 27' · Shaw 72'        | Asistencia: 3021 espectadores Árbitra: Carly Shaw-MacLaren | Asistencia: 3021 espectadores Árbitra: Carly Shaw-MacLaren |
|                       |                         | Tiros desde el punto penal |                                 |                                                            |                                                            |
|                       | Aso · Nezu · Honda      |                            | Brown · Maltby · Harbert · Shaw |                                                            |                                                            |

### Semifinales
| 30 de octubre de 2024 | Estados Unidos | 0:1 (0:0) | Corea del Norte | Estadio Cibao FC, Santiago de los Caballeros      |                                                   |
| 19:00                 |                | Reporte   | Ro Un-hyang 69' | Asistencia: 2408 espectadores Árbitra: Alina Peșu | Asistencia: 2408 espectadores Árbitra: Alina Peșu |

| 31 de octubre de 2024 | España                                             | 3:0 (1:0) | Inglaterra | Estadio Félix Sánchez, Santo Domingo                 |                                                      |
| 19:00                 | Cerrato 45+2' · Comendador 58' · Shaw 90+9' (a.g.) | Reporte   |            | Asistencia: 2970 espectadores Árbitra: Asaka Koizumi | Asistencia: 2970 espectadores Árbitra: Asaka Koizumi |

### Tercer puesto
| 3 de noviembre de 2024 | Estados Unidos                             | 3:0 (1:0) | Inglaterra | Estadio Félix Sánchez, Santo Domingo                      |                                                           |
| 14:30                  | Fuller 24' · McCammon 72' · Padelski 90+2' | Reporte   |            | Asistencia: 3971 espectadores Árbitra: Alejandra Quisbert | Asistencia: 3971 espectadores Árbitra: Alejandra Quisbert |

### Final
| 3 de noviembre de 2024 | Corea del Norte                                                         | 1:1 (0:0) (4:3 p.)         | España                                           | Estadio Félix Sánchez, Santo Domingo                  |                                                       |
| 18:00                  | Jon Il-chong 66'                                                        | Reporte                    | Segura 61'                                       | Asistencia: 18 410 espectadores Árbitra: Daiane Muniz | Asistencia: 18 410 espectadores Árbitra: Daiane Muniz |
|                        |                                                                         | Tiros desde el punto penal |                                                  |                                                       |                                                       |
|                        | Ri Kuk-hyang · Jong Pok-yong · Ro Un-hyang · Jon Il-chong · Kang Ryu-mi |                            | Segura · Santiago · Comendador · Ortega · Moreno |                                                       |                                                       |

|                                     |
| Bandera de Corea del Norte          |
| Campeón Corea del Norte 3.er título |

## Estadísticas

### Tabla general
| Pos. | Equipo               | Pts. | PJ | PG | PE | PP | GF | GC | Dif. | Rend   |
| ---- | -------------------- | ---- | -- | -- | -- | -- | -- | -- | ---- | ------ |
| 1    | Corea del Norte      | 16   | 6  | 5  | 1  | 0  | 14 | 2  | 12   | 88.9 % |
| 2    | España               | 16   | 6  | 5  | 1  | 0  | 19 | 3  | 16   | 88.9 % |
| 3    | Estados Unidos       | 12   | 6  | 4  | 0  | 2  | 13 | 4  | 9    | 66.7 % |
| 4    | Inglaterra           | 7    | 6  | 2  | 1  | 3  | 8  | 14 | –6   | 38.9 % |
| 5    | Nigeria              | 9    | 4  | 3  | 0  | 1  | 9  | 3  | 6    | 75 %   |
| 6    | Japón                | 8    | 4  | 2  | 2  | 0  | 8  | 4  | 4    | 66.7 % |
| 7    | Ecuador              | 6    | 4  | 2  | 0  | 2  | 6  | 9  | –3   | 50 %   |
| 8    | Polonia              | 5    | 4  | 1  | 2  | 1  | 2  | 1  | 1    | 41.7 % |
| 9    | Brasil               | 4    | 3  | 1  | 1  | 1  | 2  | 2  | 0    | 44.4 % |
| 10   | Kenia                | 3    | 3  | 1  | 0  | 2  | 2  | 6  | –4   | 33.3 % |
| 11   | Colombia             | 1    | 3  | 0  | 1  | 2  | 2  | 5  | –3   | 11.1 % |
| 12   | República Dominicana | 1    | 3  | 0  | 1  | 2  | 1  | 4  | –3   | 11.1 % |
| 13   | Nueva Zelanda        | 1    | 3  | 0  | 1  | 2  | 2  | 9  | –7   | 11.1 % |
| 14   | Corea del Sur        | 1    | 3  | 0  | 1  | 2  | 1  | 11 | –10  | 11.1 % |
| 15   | México               | 0    | 3  | 0  | 0  | 3  | 4  | 10 | –6   | 0 %    |
| 16   | Zambia               | 0    | 3  | 0  | 0  | 3  | 1  | 7  | –6   | 0 %    |

### Goleadoras
| Jugadora               | Equipo          | Goles |
| ---------------------- | --------------- | ----- |
| Pau Comendador         | España          | 5     |
| Kennedy Fuller         | Estados Unidos  | 4     |
| Celia Segura           | España          | 4     |
| Choe Rim-jong          | Corea del Norte | 4     |
| Shakirat Moshood       | Nigeria         | 4     |
| Mel Barcenas           | Estados Unidos  | 3     |
| Alexa Soto             | México          | 2     |
| Caprice Chiuchiolo     | Ecuador         | 2     |
| Miharu Shinjo          | Japón           | 2     |
| Choe Il-son            | Corea del Norte | 2     |
| So Ryu-gyong           | Corea del Norte | 2     |
| Jaslym Valverde        | Ecuador         | 2     |
| Maddie Padelski        | Estados Unidos  | 2     |
| Iris Ashley Santiago   | España          | 2     |
| Juju                   | Brasil          | 2     |
| Momo Saruang Ueki Sato | Japón           | 2     |
| Alba Cerrato           | España          | 2     |
| Zara Shaw              | Inglaterra      | 2     |
| Ri Kuk-hyang           | Corea del Norte | 2     |

| Isabella Díaz        | Colombia             | 1                 |
| Ella Martínez        | Colombia             | 1                 |
| Ho Kyong             | Corea del Norte      | 1                 |
| Jon Il-chong         | Corea del Norte      | 1                 |
| Kang Ryu-mi          | Corea del Norte      | 1                 |
| Ro Un-hyang          | Corea del Norte      | 1                 |
| Casey Phair          | Corea del Sur        | 1                 |
| Doménica Arboleda    | Ecuador              | 1                 |
| Dariana Morán        | Ecuador              | 1                 |
| Amaya García         | España               | 1                 |
| Ainoa Gómez          | España               | 1                 |
| Emma Moreno          | España               | 1                 |
| Noa Ortega           | España               | 1                 |
| Kimmi Ascanio        | Estados Unidos       | 1                 |
| Micayla Johnson      | Estados Unidos       | 1                 |
| Mary Long            | Estados Unidos       | 1                 |
| Ainsley McCammon     | Estados Unidos       | 1                 |
| Lola Brown           | Inglaterra           | 1                 |
| Olivia Johnson       | Inglaterra           | 1                 |
| Nelly Las            | Inglaterra           | 1                 |
| Rachel Maltby        | Inglaterra           | 1                 |
| Erica Parkinson      | Inglaterra           | 1                 |
| Lauryn Thompson      | Inglaterra           | 1                 |
| Yuna Aoki            | Japón                | 1                 |
| Asako Furuta         | Japón                | 1                 |
| Hina Hirakawa        | Japón                | 1                 |
| Mitsuki Ota          | Japón                | 1                 |
| Lornah Faith         | Kenia                | 1                 |
| Valerie Nekesa       | Kenia                | 1                 |
| Citlalli Reyes       | México               | 1                 |
| Ana Salas            | México               | 1                 |
| Faridat Abdulwahab   | Nigeria              | 1                 |
| Khadijat Adegoke     | Nigeria              | 1                 |
| Taiwo Afolabi        | Nigeria              | 1                 |
| Harmony Chidi        | Nigeria              | 1                 |
| Peace Effiong        | Nigeria              | 1                 |
| Hannah Saxon         | Nueva Zelanda        | 1                 |
| Weronika Araśniewicz | Polonia              | 1                 |
| Kinga Wyrwas         | Polonia              | 1                 |
| Yuleinis Brito       | República Dominicana | 1                 |
| Autogoles            | Autogoles            | Anotado · Autogol |
| Jocelyn Travers      | Estados Unidos       | 1                 |
| Zara Shaw            | Inglaterra           | 1                 |
| Haruko Suzuki        | Japón                | 1                 |
| Renata Mercedes      | República Dominicana | 1                 |

## Premios y reconocimientos

### Balón de oro
| Premio          |                 | Jugadora       | Selección       |
| --------------- | --------------- | -------------- | --------------- |
| Balón de Oro    | Balón de Oro    | Jon Il-chong   | Corea del Norte |
| Balón de Plata  | Balón de Plata  | Pau Comendador | España          |
| Balón de Bronce | Balón de Bronce | Celia Segura   | España          |

### Bota de oro
| Premio         |                | Jugadora       | Selección      | Goles |
| -------------- | -------------- | -------------- | -------------- | ----- |
| Bota de Oro    | Bota de Oro    | Pau Comendador | España         | 5     |
| Bota de Plata  |                | Kennedy Fuller | Estados Unidos | 4     |
| Bota de Bronce | Bota de Bronce | Celia Segura   | España         | 4     |

### Guante de oro
| Premio        |  | Jugadora     | Selección      |
| ------------- |  | ------------ | -------------- |
| Guante de Oro |  | Evan O'Steen | Estados Unidos |

### Juego limpio
| Premio                            | Selección |
| Premio al Juego Limpio de la FIFA | Nigeria   |
| --------------------------------- | --------- |

### Jugadora del partido
| Fase de grupos - Fecha 1 | Fase de grupos - Fecha 1 | Fase de grupos - Fecha 2 | Fase de grupos - Fecha 2 | Fase de grupos - Fecha 3 | Fase de grupos - Fecha 3 | Fase de eliminatorias | Fase de eliminatorias |
| Jugadora                 | Partido                  | Jugadora                 | Partido                  | Jugadora                 | Partido                  | Jugadora              | Partido               |
| ------------------------ | ------------------------ | ------------------------ | ------------------------ | ------------------------ | ------------------------ | --------------------- | --------------------- |
| Taiwo Afolabi            | 1:4                      | Harmony Chidi            | 4:0                      | Mel Barcenas             | 5:0                      | Kennedy Fuller        | 0:2                   |
| Irune Dorado             | 3:1                      | Celia Segura             | 5:0                      | Amaya García             | 1:2                      | Choe Rim-jong         | 1:0                   |
| Jaslym Valverde          | 0:2                      | Alyssha Eglinton         | 1:1                      | Renata Mercedes          | 1:0                      | Pau Comendador        | 5:0                   |
| Ella Martínez            | 1:1                      | Kennedy Fuller           | 0:2                      | Caprice Chiuchiolo       | 4:0                      | Jane Oboavwoduo       | 2:2 (1:4)             |
| Choe Rim-jong            | 4:1                      | So Ryu-gyong             | 3:0                      | Miharu Shinjo            | 1:4                      | So Ryu-gyong          | 0:1                   |
| Noa Fukushima            | 0:0                      | Miharu Shinjo            | 2:1                      | Julia Woźniak            | 0:0                      | Martina González      | 3:0                   |
| Laila Harbert            | 0:2                      | Nelly Las                | 4:2                      | Kang Ryu-mi              | 0:4                      | Kennedy Fuller        | 3:0                   |
| Giovanna Waksman         | 1:0                      | Zuzanna Witek            | 0:2                      | Lornah Faith             | 1:2                      | Irune Dorado          | 1:1 (4:3)             |

## Símbolos

### Logotipo
El emblema oficial de la Copa Mundial Femenina Sub-17 de la FIFA República Dominicana 2024™ fue presentado digitalmente el 11 de mayo de 2024. El diseño transmite una historia de alegría, unión y celebración. En su centro se encuentra la silueta del trofeo del torneo, que simboliza las aspiraciones de las jóvenes futbolistas, al tiempo que evoca a las tradicionales "Muñecas sin Rostro", íconos de la artesanía dominicana que representan la diversidad cultural del país. Cabe destacar que esta es la primera vez en la historia de los emblemas de la Copa Mundial de la FIFA, en todas sus categorías, que una silueta se convierte en el elemento central del diseño. Formas fluidas y líneas dinámicas capturan el movimiento de los bailes tradicionales dominicanos, como el merengue y la bachata, celebrando la conexión profunda del país con la música y el ritmo. La paleta de colores vibrantes y el estilo artístico se inspiran en el arte dominicano, reflejando la vitalidad y creatividad de su gente. Además, el emblema rinde homenaje a la herencia taína, incorporando referencias al "Batey" o "Batún", un juego de pelota tradicional de los taínos. En conjunto, estos elementos simbolizan la unidad, determinación y ambición compartida de las jugadoras y los equipos que participan en el torneo.

### Canción
El 25 de septiembre se lanzó la canción En la isla interpretada por Manny Cruz que también interpretó la canción oficial de los XXV Juegos Centroamericanos y del Caribe de Santo Domingo en 2026. El genero es mitad merengue-mitad pop. La combinación de merengue y pop representa la pasión por el fútbol y los ritmos caribeños del país anfitrión. La canción es producida por Daniel Santacruz, Elizabeth Mena y el propio artista siendo producido por Antonio González, que se escuchó una y otra vez en los estadios de Santo Domingo y Santiago de los Caballeros, las dos ciudades anfitrionas. Además, sirvió como telón de fondo del videoclip oficial, dirigido por Freddy Vargas y Óscar Nolasco, en el que aparecen jugadoras de las selecciones sub-17 que participarán en la competición especialmente Taní, la mascota del evento quien hace una aparición especial.

### Mascota
Más tarde, la mascota fue revelada en las dos ciudades. Su nombre es Taní y ella es una flor de Bayahíbe (Leuenbergeria quisqueyana). El nombre de la mascota hace referencia al pueblo taíno, indígena de la isla caribeña, y se combina con otro nombre, "Ana", que en su idioma significa "flor". Este singular personaje representa la exuberante belleza natural del país. También se busca evocar el emergente talento natural y el espíritu de las jugadoras y la amistad y los derechos de las niñas de cada edad. Ella se presentó varias veces en los estadios del certamen.

## Derechos de transmisión

### Televisión
- TV Globo
- Caracol Televisión, Canal RCN
- Teleamazonas
- Teledeporte
- Telemundo
- Canal 4
- Canal 11
- Televicentro
- TelevisaUnivision
- Tigo Sports (Centroamérica)
- DSports (Sudamérica)